# Coleocephalocereus purpureus
Coleocephalocereus purpureus es una especie de planta suculenta perteneciente al género Coleocephalocereus, dentro de la familia Cactaceae. Es endémica del sudeste de Brasil.

## Descripción
Coleocephalocereus purpureus es una especie de cactus columnar que crece de forma erguida, con brotes de color verde oscuro que se ramifican en la base. Los tallos alcanzan una altura de hasta 90 cm y diámetros de 10 cm. 
Presenta unas 13 costillas ligeramente divididas en jorobas, sobre las que se asientan areolas con espinas que inicialmente son de color amarillo dorado a rojo y que luego se vuelven grises con la edad. En ellas se distinguen 4 espinas centrales, de las cuales, una mide hasta 7 cm de largo y el resto entre 3 y 3,5 cm de largo. También hay unas 12 espinas radiales extendidas y ligeramente curvadas hacia abajo, que miden de 1,2 a 2,5 cm de longitud. 
Las flores son tubulares y nocturnas. Son de color púrpura, miden hasta 3 cm de largo y tienen un diámetro de 1,2 cm. Nacen en una estructura lanosa llamada cefalio que aparece lateralmente. Éste está formado por lana gris y cerdas con espinas de color amarillo dorado a marrón, y mide hasta 50 cm de largo.
Los frutos son de forma esférica u ovalada, de color rojo brillante y alcanzan diámetros de hasta 1,7 cm y entre 1,7 y 2,5 cm de largo.

## Distribución y hábitat
El área de distribución nativa de esta especie es el sudeste de Brasil (concretamente en el estado de Minas Gerais) y crece principalmente en el bioma tropical estacionalmente seco.

## Taxonomía
La primera descripción de esta especie fue como Buiningia purpurea, publicada en 1973 por los botánicos neerlandeses Albert Frederik Hendrik Buining y A.J. Brederoo en la revista científica Kakteen und andere Sukkulenten 24: 121.
Posteriormente, el botánico alemán Friedrich Ritter colocó la especie en el género Coleocephalocereus, pasando a llamarse Coleocephalocereus purpureus y anotando estos cambios en el libro Kakteen in Südamerika 1: 128 en el año 1979.
Etimología
- Coleocephalocereus: nombre genérico que proviene de las palabras griegas koleos (que significa "vaina"), y cephalé (que significa "cabeza", en alusión a la estructura lanosa llamada cefalio donde nacen sus flores), y de la palabra latina cereus (que se traduce como "vela" o "cirio"), haciendo alusión a su forma alargada perfectamente recta. También puede hacer referencia al género Cereus, por lo que se traduciría como "cereus con cabeza o cefalio en forma de vaina".
- purpureus: epíteto específico latíno que significa "púrpura", haciendo referencia al color púrpura de las flores de la especie.[6]

## Estado de conservación
En la Lista Roja de Especies Amenazadas de la UICN, la especie está clasificada como “En Peligro Crítico (CR)”.

## Usos
Se cultiva principalmente como planta ornamental y su propagación se realiza a través de esquejes o semillas.